# 健都班
健都班（蒙古語轉寫：Gaindu-dpal），元朝官员，出身速勒都思氏。

## 生平
健都班先祖是救助过幼年成吉思汗的蒙古帝国开国功臣（四杰之一）赤老溫。赤老温的儿子阿剌罕原属拖雷，后来其家族被窝阔台分给了闊端，阿剌罕之子鎖兀都成为阔端的王傅。鎖兀都之子唐古䚟是阔端继承人只必帖木儿的乳兄弟，领王府怯薛官共五十馀年，七十六岁去世。唐古䚟的长子健都班继承了父亲的官位。
健都班，领王府怯薛、怯連口、奴都赤、八儿赤、昔保赤、哈赤管军民诸色人匠。至治二年（1322年）元英宗任命他为朝列大夫、永昌路总管。泰定二年（1325年）改任永昌路本路达鲁花赤，阶中顺大夫。泰定三年（1326年）進升为亚中大夫、王傅府射、王府中尉。
天历元年（1328年），经过天历内乱，元文宗即位。天历二年（1329年），阔端后王荊王也速也不干入觐。推薦其从行之人五十人充当天子宿衛。以健都班为第一。健都班奏对称旨，被任命为奉議大夫、同僉太常礼儀院。改任参議詹事院事，官至監察御史、中書省左司員外郎、治书侍御史。皇帝命人为他立碑述功《孫都思氏世勋之碑》，之后去世。

## 家族
- 千户鎖儿罕失剌（Sorqan Šira，سورغان شيره/Sūrghān Shīra）
  - 赤老温（Čila'un ba'atur，چيلاوغان بهادر/Chīlāūghān bahādur）
    - 宿敦（Sudon noyan，سدون نویان/Sudūn Nūyān）
      - （Qajudar，قاجودر/Qājūdar）
      - （Sartaq noyan，سرتاق نویان/Sartāq Nūyān）
      - （Burja，بورجه/Būrja）
      - 孙札黑那颜（Sunjaq noyan，سونجاق نویان/Sūnjāq Nūyān）
      - 秃丹（Tudan，تودان/Tūdān）
        - （Malik，ملك）
          - 万户出班（Čuban，جوبان/Jūbān）
            - （Amīr Ḥasan，أمير حسن）
            - （Temür taš，أمير تیمور تاش/Amīr tīmūr Tāsh）
            - （Damshaq noyan，خواجه نویان）
            - （Shaikh Maḥmūd，شيخ محمود）

    - 阿剌罕（Alaqan）
      - 鎖兀都（Soγudu）
        - 唐古䚟（Tangγutai）
          - 健都班（Gaindu-dpal）

    - 纳图儿（Nadr）
      - 察剌（Čalan）
        - 忽訥（Uquna）
          - 脱帖穆耳（Toq temür）
            - 月魯不花（Örüg buqa）

  - 沉白（Čimbai）